# Lista primarilor din Târgu Mureș
Lista primarilor din Târgu Mureș (până la 1854 főbíró sau Judex Primarius):

## 1487 - 1602
- Szabó Balázs (1487)
- Kárpentzky Thamás (1538)
- Nyerges Sebestyén (1563)
- Borsos Sebestyén (1565)
- Szabó Illyés (1576)
- Kováts Pál (1589)
- Szabó Péter (1595)
- Tömösváry Szabó György (1598)
- Köpetzi György (1599)

## 1602 - 1701
- Borsos Tamás (1602)
- Nagy Szabó János (1605)
- Kováts György Deák (1612)
- Nagy Szabó Mihály (1616)
- Rosnyai Szabó Dávid (1625)

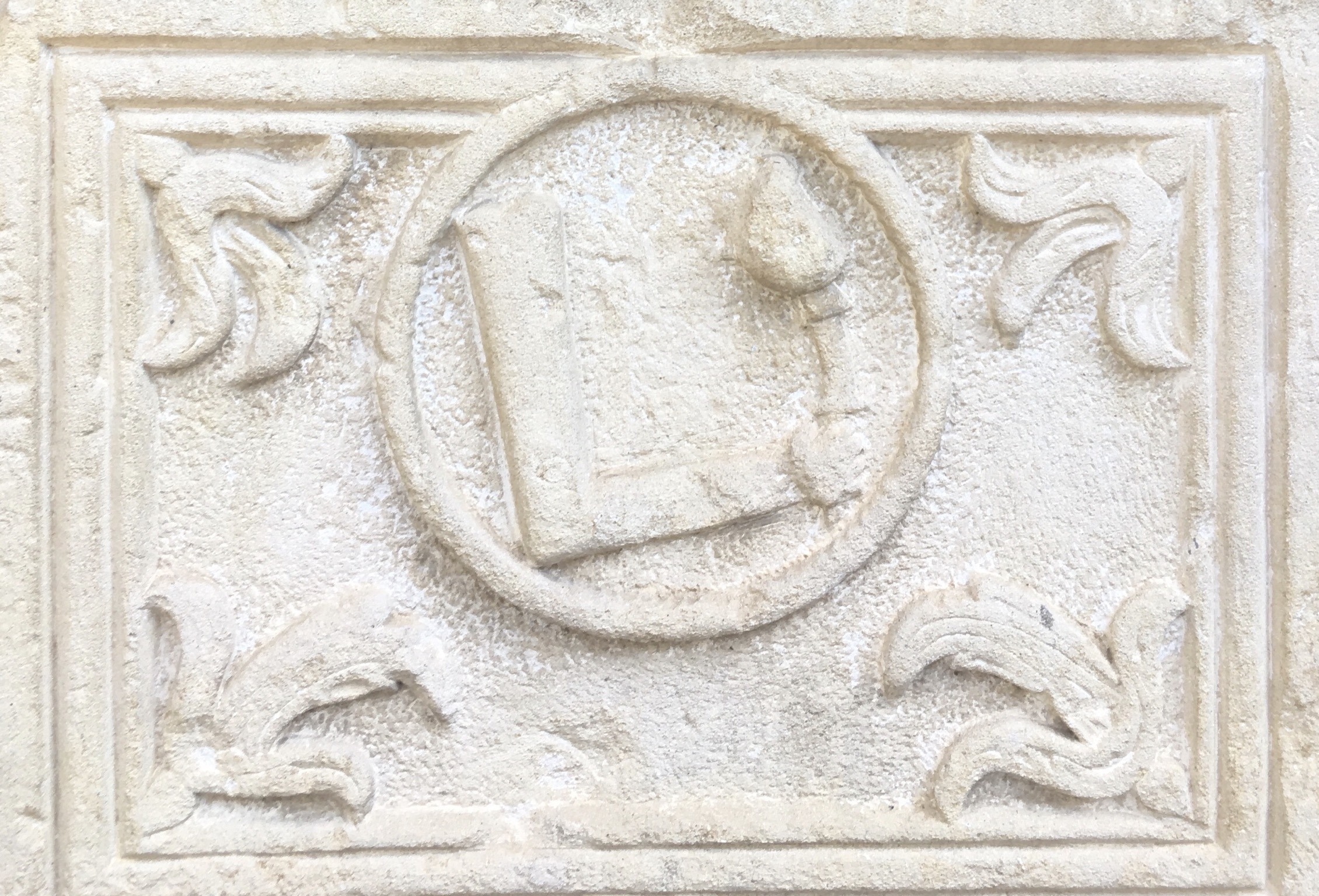
Stema orașului liber regesc Târgu Mureș pe piatra funerară lui Mihály Nagy Szabó (1627)

- Középső v. Nagy Szabó Péter (1627)
- Nagyobb Szőts István (1628)
- Id. Csizmadia Péter (1633)
- Borbély Lukáts (1637)
- Tordai Pál Deák (1639)
- Tordai Pál Deák (1640)
- Tordai Pál Deák (1642)
- Tordai Pál Deák (1644)
- Nagyobb Szabó Péter (1646)
- Vidombáki Szőts Márton (1647)
- Ötves Márton (1649)
- Vágási István (1650)
- Magotsi (Nyírő Szabó) Miklós (1652)
- Kováts Ferentz (1653)
- Szilágyi Csiszár János (1666)
- Nyerges György (1676)
- Nyírő (Szabó) István (1681)
- Lakatos (Ötves) Márton (1687)
- Halmágyi G. Mihály (1693)

## 1701 - 1803
- Kováts Miklós (1701)
- Rosnyai Szabó István (1702)
- Berkeszi Márton (1703)
- Borbély (Szőts) István (1705)
- Litteráti Olajos György (1713)
- Kolozsvári Szőts Dániel (1718)
- Csapai Ferentz (1731)
- Vásárhelyi (Borbé) István (1735)
- Szabó István (1736)
- Rósnyai István (1739)
- Kelemen Zsigmond (1748)
- Nemes (Szőts) György (1750)
- Görög György (1752)
- Trombitás István (1762)
- Csike József (1764)
- Nagy Szabó István (1767)
- Görög József (1768)
- Göntzi János (1770)
- Farkas László (1776)
- Sz. Nyírő Sámuel (1783)
- Sánta Antal (1786)
- Aranka Dániel (1790)
- Borosnyai János (1791)
- Filep Sámuel (1796)
- Gyöngyösi József (1798)

## 1803 - 1902
- Nemes Pál (1803)
- Manxfeldi Nemes György (1807)
- Marusi Mihály (1816)
- Peiellé Ventzel (1819)
- Borosnyai Lukáts László (1826)
- Hajnal József (1829)
- Lázár János (1833)
- Erszényes József (1836)
- Lázár János (1852)
- Petri Ádám (1854)
- Fekete József (1863)
- Borosnyai Pál (1872)
- Ajtay Mihály (1875)
- Kovács Soma (1881)
- Borosnyai Pál (1884)
- Györfi Pető (1887)
- Geréb Béla (1890)

## 1902 - 2000

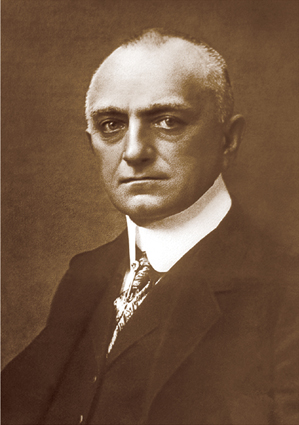
György Bernády (1902-1913, 1926-1929)

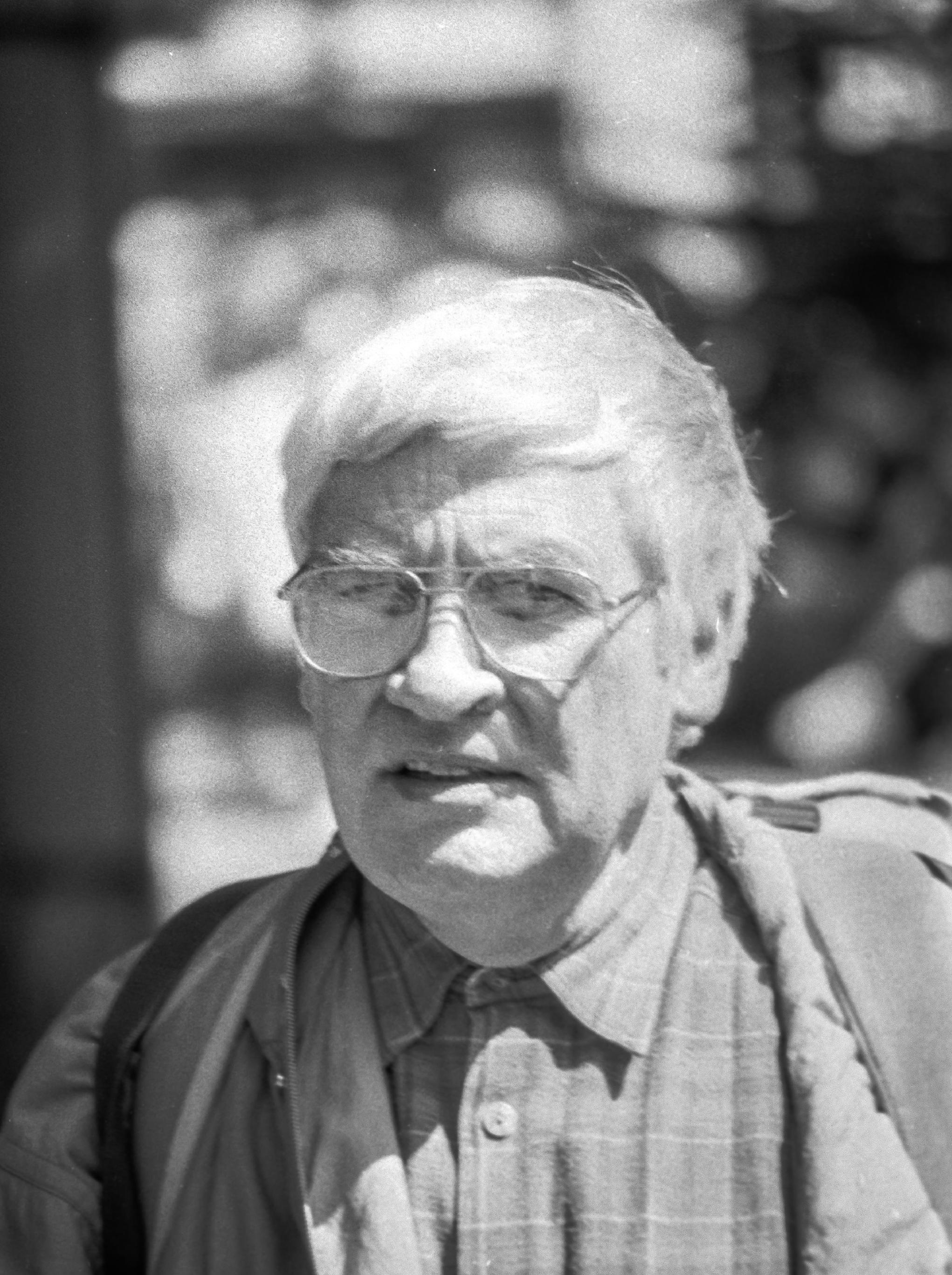
Imre Fodor (1996-2000)

- dr. György Bernády (1902-1913)
- Aurél Hoffbauer (1913-1917)
- dr. Ferenc Marthy (1917-1919)
- dr. Valer Ghibu (1919-1920)
- dr. Cornel Albu (1920)
- dr. Ioan Harșia (1920-1922)
- dr. Emil Dandea (1922-1926)
- dr. György Bernády (1926-1929)
- dr. Adrian Popescu (1929-1930)
- dr. Ioan Pantea (1930-1931)
- dr. Iustin Nestor (1931)
- Maximilian Costin (1931)
- dr. Petru Musca (1931-1932)
- dr. Ioan Pantea (1932-1933)
- N. S. Ionescu (1933-1934)
- dr. N. Crețul (1934-1935)
- dr. Emil Dandea (1935-1937)
- Gh. G. Dimitriu (1937-1939)
- Eugen Curta (1939-1940)
- Ferenc Májai (1940-1944)
- Adolf József Zsák (1944-1945)
- József Soós (1945-1952)
- László Puskás (1952-1953)
- Béla Szőcs (1953-1956)
- József Udvarhelyi (1956-1960)
- András Bodor (1960-1961)
- János Rácz (1961-1963)
- József Udvarhelyi (1963-1968)
- Vasile Rus (1968-1972)
- Pavel Chiorean (1972-1975)
- Ironim Buda (1975-1989)
- Dumitru Moldovan (ian. 1990)
- Dezső Orbán (ian.-aug. 1990)
- Victor Suciu (1990-1992)
- Győző Nagy (1992-1996)
- Imre Fodor (1996-2000)

## 2000 -
- Dorin Florea (2000-2020)
- Zoltán Soós (2020-)